# Manou Lubowski
Manou Lubowski (* 6. November 1969 in München) ist ein deutscher Schauspieler, Synchron- und Hörspielsprecher.

## Leben
Lubowski sprach bereits als Kind in etlichen Hörspielen. Seine bekannte Rolle ist seit 1981 die des Willi „Klößchen“ Sauerlich in allen Folgen der erfolgreichen Hörspielserie TKKG. Lubowskis ältere Schwester Scarlet Cavadenti ist ebenfalls als Schauspielerin und Synchronsprecherin tätig.
Als Schauspieler war er unter anderem in Serien wie Derrick, Verbotene Liebe, Tatort, Küstenwache oder Der Landarzt sowie in zahlreichen deutschen Film- und Fernsehproduktionen, u. a. Das Jesus Video, Schutzengel, Meine allerschlimmste Freundin und Zum Glück zurück zu sehen.
Václav Vorlíček, der Regisseur des populären Märchenfilms Drei Haselnüsse für Aschenbrödel, besetzte ihn 1996 für seinen Märchenfilm Der Feuervogel in der Rolle des schönen Prinzen Afron in einer seiner ersten Hauptrollen seiner Schauspielkarriere. Bei den Dreharbeiten lernte Lubowski die Schauspielerin Tina Ruland kennen, mit der er von 1997 bis 2001 liiert war. Von 2002 bis 2008 war er mit der Schauspielerin Naike Rivelli, der Tochter von Ornella Muti, verheiratet. Aktuell (Stand: Juni 2022) ist er mit der Filmproduzentin Lara von Stumberg liiert.

## Filmografie (Auswahl)
- 1993: Derrick (Folge: Ein sehr trauriger Vorgang)
- 1995: Verbotene Liebe (Fernsehserie, 86 Folgen)
- 1996: Derrick (Folge: Ruth und die Mörderwelt)
- 1997: Der Feuervogel (Pták Ohnivák)
- 1998: Rosamunde Pilcher – Rückkehr ins Paradies
- 1998–2015: SOKO München (Fernsehserie, 6 Folgen, verschiedene Rollen)
- 2000: Tatort: Einmal täglich (Fernsehreihe)
- 2000: Wes Craven präsentiert Dracula
- 2000: Samt und Seide (Fernsehserie, 9 Folgen)
- 2001: SOKO Leipzig (Fernsehserie, 1 Folge)
- 2001: Alle meine Töchter (Fernsehserie, 3 Folgen)
- 2001: Eine Hochzeit und (k)ein Todesfall (VT: Meine Hochzeit ohne mich)
- 2002: Ein Fall für zwei (Fernsehserie, 1 Folge)
- 2002: Das Jesus Video
- 2002–2012, 2014–2016: Küstenwache (Fernsehserie)
- 2003: Der Pfundskerl (Fernsehserie, 1 Folge)
- 2004: Alphateam – Die Lebensretter im OP (Fernsehserie, 1 Folge)
- 2006: Die Märchenstunde (Fernsehserie, 1 Folge)
- 2006–2009: Der Landarzt (Fernsehserie)
- 2007: Neues vom Wixxer
- 2008: SOKO Kitzbühel (Fernsehserie, 1 Folge)
- 2008–2025: Die Rosenheim-Cops (Fernsehserie, 5 Folgen)
- 2009: Ihr Auftrag, Pater Castell (Fernsehserie, 1 Folge)
- 2010: Jerry Cotton
- 2011–2017: Hubert ohne Staller (Fernsehserie, 2 Folgen, verschiedene Rollen)
- 2011–2012: Forsthaus Falkenau (Fernsehserie)
- 2012: Der letzte Bulle (Fernsehserie, 1 Folge)
- 2012: Add a Friend (Fernsehserie, 1 Folge)
- 2012: Schutzengel
- 2013: Buddy
- 2013: ProSieben Funny Movie
- 2015: Meine allerschlimmste Freundin
- 2015: Bettys Diagnose (Fernsehserie, 1 Folge)
- 2015: Terra X – Freibeuter der Meere, Folge 1 Die Korsaren (als Stephen Decatur)
- 2015: Kreuzfahrt ins Glück – Hochzeitsreise nach Montenegro
- 2015: Hammer & Sichl (Fernsehserie, 1 Folge)
- 2017–2019: Dr. Klein (Fernsehserie)
- 2018–2020: SOKO Stuttgart (Fernsehserie, 2 Folgen, verschiedene Rollen)
- 2018: Hot Dog
- 2018: Die Bergretter (Fernsehserie, Folge: Letzte Hoffnung)
- 2018: In aller Freundschaft (Folge: Herzversagen)
- 2019: Pastewka (Fernsehserie, 9 Folgen)
- 2019: Kreuzfahrt ins Glück – Hochzeitsreise in die Normandie
- 2020: WaPo Bodensee (Fernsehserie, Folge: Harter Stoff)
- 2021: Zum Glück zurück
- 2021: Kanzlei Berger (Fernsehserie, 1 Folge)
- 2022: Lieber Kurt
- 2022: Hui Buh und das Hexenschloss (Stimme)

## Synchronrollen (Auswahl)
Patrick Wilson
- 2009: Watchmen – Die Wächter als Dan Dreiberg/Nite Owl II
- 2010: Insidious als Josh Lambert
- 2011: The Ledge – Am Abgrund als Joe Harris
- 2013: Insidious: Chapter 2 als Josh Lambert
- 2016: A Kind of Murder als Walter Stackhouse
- 2019: Midway – Für die Freiheit als Edwin Layton

Ryan Eggold
- 2015: Väter und Töchter – Ein ganzes Leben als John
- 2017: The Blacklist (Fernsehserie, 88 Folgen) als Tom Keen
- 2017: The Blacklist: Redemption (Fernsehserie, 8 Folgen) als Tom Keen
- 2018: BlacKkKlansman als Walter Breachway
- 2019–2023: New Amsterdam (Fernsehserie) als Dr. Max Goodwin
- 2024: Cross (Fernsehserie) als Ed Ramsey

Nikolaj Coster-Waldau
- 2011–2019: Game of Thrones (Fernsehserie) als Ser Jaime Lennister
- 2014: Zweite Chance als Andreas
- 2018: Vita Lift von L’Oréal Men Expert (Werbespot) als Nikolaj Coster-Waldau
- 2019: Domino – A Story of Revenge als Christian

Ryan Reynolds
- 1996: Sabrina und die Zauberhexen als Seth
- 2004: Blade: Trinity als Hannibal King
- 2009: Adventureland als Mike Connell

Hiroshi Kamiya
- 2010, seit 2014: One Piece (Fernsehserie) als Trafalgar D. Water Law
- 2017: One Piece: Episode of Sabo als Trafalgar D. Water Law
- 2020: One Piece Stampede als Trafalgar D. Water Law

Tom Ellis
- 2013: Poirot als Det. Inspector Bland
- 2016–2021: Lucifer als Lucifer Morningstar
- 2019: Isn’t It Romantic als Dr. Todd

Ian Ziering
- 1992–2001: Beverly Hills, 90210 als Steve Sanders
- 1993–1996: Biker Mice from Mars als Vinnie

Jerry O’Connell
- 1995–1999: Sliders – Das Tor in eine fremde Dimension als Quinn Mallory
- 2002: Die Hochzeitsfalle als David Collins

Jonny Lee Miller
- 1996: Trainspotting – Neue Helden als Sick Boy
- 1999: Plunkett & Macleane – Gegen Tod und Teufel als Capt. James Macleane

Chris Messina
- 2008: Vicky Cristina Barcelona als Doug
- 2008: Verliebt in die Braut als Dennis

Owen Wilson
- 2011: Cars 2 als Lightning McQueen
- 2017: Cars 3: Evolution als Lightning McQueen

### Filme (Auswahl)
- 1993: Ethan Hawke als Wayne Frobiness in Auf der Suche nach dem Glück
- 1995: Adrien Brody als Danny Hemmerling in Angels – Engel gibt es wirklich
- 1998: Alexis Arquette als Howard Fitzwater/Damien Baylock in Chucky und seine Braut
- 2000: Christian Slater als Reginald Webster in Rufmord – Jenseits der Moral
- 2002: Terry Chen als Agent Harry Lee in Ballistic
- 2003: Billy Crudup als Will Bloom in Big Fish
- 2003: Seann William Scott als Karl in Bulletproof Monk – Der kugelsichere Mönch
- 2003: Gael García Bernal als Kit Winter in Ein gefährlicher Kuss
- 2004: Adam Garcia als Stu Wolff in Bekenntnisse einer High School Diva
- 2004: Jason Biggs als Arthur Brickman in Jersey Girl
- 2004: Anthony Mackie als Shawrelle Berry in Million Dollar Baby
- 2005: Chris Weitz als Martin Coleman in Mr. & Mrs. Smith
- 2005: David Tennant als Barty Crouch Jr. in Harry Potter und der Feuerkelch
- 2011: Guy Pearce als Simon in Pakt der Rache
- 2011: Shido Nakamura/Sara Nakayama als Saga in One Piece – Der Fluch des heiligen Schwerts
- 2013: Kevin Bishop als Andy in StreetDance Kids
- 2013: Godfrey Gao als Magnus Bane in Chroniken der Unterwelt – City of Bones
- 2015: Eric Judor in Aladin – Tausendundeiner lacht!
- 2015: Sam Jaeger als Captain Martens in American Sniper
- 2015: James Thomas als Harris Hanover in Northpole: Weihnachten steht vor der Tür
- 2018: Kazuhiko Inoue als Kazuhiko Tachibana  in Your Name. – Gestern, heute und für immer
- 2018: Tony Hale als Mr. Worth in Love, Simon
- 2019: Kevin McGarry als Craig in Winter Castle – Romanze im Eishotel
- 2019: Lee Sun-kyun als Jo Pil-ho in Jo Pil-ho: Der Anbruch der Rache
- 2019: Édouard Baer als Buck in Terra Willy
- 2022: Justin Hartley als Jake Turner in The Noel Diary

### Serien
- 1978–1979: Kazue Takahashi als Hassan in Sindbad
- ca. 1979/80: Johnathan Gilbert als Willie Olson in Unsere kleine Farm
- 1980: Yoshiko Matsuo als Marco in Marco
- 1984: Czeslaw de Wijs als Geert-Jan Grauenstein in Das Geheimnis des siebten Weges
- 1984: Kuriko Komamura als Georg in Niklaas, ein Junge aus Flandern
- 1984–1985: Tarako Isono als Tao Tao in Tao Tao – Tiergeschichten aus aller Welt (ab der 6. Folge)
- 1988–1991: Josh Blake als Jake Ochmonek in ALF
- 1992: Arthur in Lady Georgie
- 1997: Montana Jones in Montana
- 2005: Matthew Bomer als Luc in Tru Calling – Schicksal reloaded!
- 2005–2009: James Callis als Gaius Baltar in Battlestar Galactica
- 2009–2011: Ben Mansfield als Captain Becker in Primeval – Rückkehr der Urzeitmonster
- 2009–2015: Joel McHale als Jeff Winger in Community
- 2010–2014: Keith Ferguson/Owen Wilson als Lightning McQueen in Cars Toon – Hooks unglaubliche Geschichten
- 2011–2013: Trevor Donovan als Teddy Montgomery in 90210
- 2015: David Call als Pete in The Magicians (4 Folgen)
- 2017: Rob Morrow als Barry Scheck in American Crime Story
- 2017: Joel McHale als Jack Gordon in The Great Indoors
- 2017–2022: Justin Hartley als Kevin Pearson in This Is Us – Das ist Leben
- seit 2018: Taylor Kinney als Kelly Severide (2. Stimme) in Chicago Fire
- seit 2018: Eric Winter als Tim Bradford in The Rookie
- 2019–2021: Sargon Yelda als Usman in Dead Pixels
- 2019: Daniel Dae Kim als Dr. Jackson Han in The Good Doctor
- 2023, 2024: Navy CIS: Hawaiʻi für Henry Ian Cusick als John Swift

## Hörspiele
- seit 1981: TKKG als Willi „Klößchen“ Sauerlich (ab Folge 1)
- 1982: Fünf Freunde (Folge 19) als Peter
- 1988: Die drei ??? (Folge 44) als Bloodhound
- 1990–1991: Computer Force (6 Folgen) als Danny
- 1995/2010: Das Geheimnis um TKKG als Willi „Klößchen“ Sauerlich
- 1999: Fünf Freunde (Folge 32) als Fahrer
- 2001: Fünf Freunde (Folge 44) als Todd
- 2004: Fünf Freunde (Folge 55) als Mr. Harris
- 2014: Die drei ??? (Folge 170) als Dimitri
- 2015: Die Ferienbande (Folge 8) als Willi „Klößchen“ Sauerlich
- 2016: Hanni und Nanni (Folge 50) als Mann
- 2021: The Sandman als Lucifer
- 2021: Cliffhanger Tales: YourDay als Security
- 2022: Midnight Tales: Luna (Folge 64) als Lt. Cmdr. Jenkins
- 2022: Küsten-Krimi: Tödlicher Frost (Folge 10) als Herr Walter
- seit 2022: Dark Holmes als Sherlock Holmes

## Hörbücher
- 2013: Murmel Clausen: Frettnapf, Random House Audio, ISBN 978-3-8371-2015-8
- 2013: Murmel Clausen: Frettsack, Random House Audio, ISBN 978-3-8371-1975-6
- 2017: Cars (Roman zum Film), der Hörverlag, ISBN 978-3-8445-2571-7
- 2017: Cars 3 – Evolution (Roman zum Film), der Hörverlag, ISBN 978-3-8445-2654-7